# ソラ色のつばさ
「ソラ色のつばさ」（ソラいろのつばさ）は、声優の白石涼子の曲である。Asamiの作詞、恩田快人の作曲による。白石も出演し、2007年1月から3月まで放送されたテレビアニメ『ひまわりっ!!』のオープニング主題歌として使用された。
シングルは、白石単独のシングルとして『ソラ色のつばさ』が同年1月24日に、eufoniusによる同アニメのエンディング主題歌「きらきら」とのカップリングによる両A面シングル『ソラ色のつばさ/きらきら』が同年2月7日に、相次いで発売された。

## シングル「ソラ色のつばさ」
シングル『ソラ色のつばさ』は、白石涼子の2作目のシングルとして、2007年1月24日にキングレコードから発売された（規格品番KICM-1191）。

### 「ソラ色のつばさ」収録曲
1. ソラ色のつばさ[4:26]
作詞：Asami、作曲・編曲：恩田快人
  - テレビアニメ『ひまわりっ!!』オープニング主題歌
2. Hi-jump[3:58]
作詞：白石涼子＆そん♪Song!リスナーズ、作曲・編曲：たかはしごう
  - 文化放送系ラジオ『白石涼子の聞かなきゃ☆そん♪Song!』メインテーマソング
3. 真冬の万華鏡[5:23]
作詞：Flat5th Rico、作曲：橘遙香、編曲：松浦晃久、割田康彦
4. ソラ色のつばさ（off vocal version）
5. Hi-jump（off vocal version）
6. 真冬の万華鏡（off vocal version）

## シングル「ソラ色のつばさ/きらきら」
シングル『ソラ色のつばさ/きらきら』は、2007年2月7日にキングレコードから発売された（規格品番KICM-3147）。白石涼子のシングルには数えられていない。
「きらきら」は、eufoniusによる『ひまわりっ!!』のエンディング主題歌である。ただし、eufoniusのオリジナル・バージョンが使用されたのは全13話のうち3話で、他の10話は出演声優の歌唱によるバージョン（5種類）が使用された。本シングルには、eufoniusのオリジナル・バージョンと、主人公・日向ひまわり役の松本華奈の歌唱によるバージョンが収録されている。なお、白石の歌唱による「きらきら 〜Azami ver.〜」もあり、これは他のバージョンと共にキャラクターソング・アルバム『ひまわりっ!! キラキラっ!! キャラクター♪song collection』に収録されている。

### 「ソラ色のつばさ/きらきら」収録曲
1. ソラ色のつばさ
作詞：Asami、作曲・編曲：恩田快人
歌：白石涼子
2. きらきら
作詞：riya、作曲・編曲：菊地創
歌：eufonius
3. きらきら〜Himawari ver.〜
作詞：riya、作曲・編曲：菊地創
歌：松本華奈
4. ソラ色のつばさ（off vocal ver.）
5. きらきら（off vocal ver.）